# Pallenopsis glabra
Pallenopsis glabra är en havsspindelart som beskrevs av Möbius, K. 1902. Pallenopsis glabra ingår i släktet Pallenopsis och familjen Phoxichilidiidae. Inga underarter finns listade i Catalogue of Life.